# Pacific Gem
Pacific Gem is een hopvariëteit, gebruikt voor het brouwen van bier.
Deze hopvariëteit is een "bitterhop", bij het bierbrouwen voornamelijk gebruikt voor zijn bittereigenschappen. Deze Nieuw-Zeelandse triploïde variëteit is een kruising tussen de Nieuw-Zeelandse variëteit Smoothcone en een kruising van Late Cluster en Fuggle. Deze variëteit werd door het New Zealand Horticultural Research Centre (HortResearch) gekweekt en op de markt gebracht in 1987.

## Kenmerken
- Alfazuur: 11 – 15%
- Bètazuur: 8,2%
- Eigenschappen: prettig en fruitig (bessen) aroma, hoog alfazuurgehalte